# Typosyllis hyperioni
Typosyllis hyperioni är en ringmaskart som först beskrevs av Dorsey och Phillips 1987.  Typosyllis hyperioni ingår i släktet Typosyllis och familjen Syllidae. Inga underarter finns listade i Catalogue of Life.